# Zastava Artigasa
Zastava Artigasa povijesna je urugvajska zastava i nacionalni simbol te jedna od triju zastava u upotrebi u Urugvaju. Usvojena je 18. veljače 1952. koristi se kao službena zastava grada i departmana Artigasa. Odaje počast urugvajskom borcu za neovisnost i "ocu urugvajske domovine"  Joséu Gervasiu Artigasu. Zastava se sastoji od tri vodoravne pruge, od kojih je srednja bijela, a gornja i donja plava, a sve ih po presjeca crvena dijagonala.
Uz urugvajsku zastavu i zastavu departmana Treinte y Tresa po zakonu se nalazi u službenoj upotrebi te se vijori uz sve važnije državne, političke, kulturne i gospodarske ustanove.
Zastava se tradicionalno koristi i u Oružanim snagama Urugvaja. Tijekom cijelog 20. stoljeća Urugvajska ratna mornarica ju je koristila kao mornaričku zastavu i znak raspoznavanja na moru. Urugvajsko ratno zrakoplovstvo koristi zastavu na kružnim repnim oznaka (tzv. roundel) na krilima i trupu svojih zrakoplova.
U kopnenoj vojsci postoji više sličnih varijanata kružnih oznaka koje nose vojnici na svojim odorama.
Zastava argentinska pokrajine Entre Ríos napravljena je po uzoru na Zastavu Artigasa, ali su dvije vodoravne plave crte (gornja i donja) svjetloplave boje.

## Vanjske poveznice
- Izrađena najveća Zastava Artigasa širine 12, a visine 8 metara!, mrežno izdanje novina La Semana, objavljeno 24. rujna 2011. (šp.)
- Urugvajski nacionalni simboli, arhivirano s izvorne stranice 17. listopada 2007. (šp.)